# فيليتسيا بوند
فيليتسيا بوند (بالإنجليزية: Felicia Bond)‏ هي كاتِبة وكاتبة للأطفال أمريكية، ولدت في 18 يوليو 1954 في يوكوهاما في اليابان.

## وصلات خارجية
- فيليتسيا بوند على موقع ميوزك برينز (الإنجليزية)